# Cere
Cere (en llatí Caere, en grec antic Κἱρε, segons Claudi Ptolemeu o Καιρέα segons Estrabó) també anomenada Agil·la (Ἄγυλλα) pels grecs, va ser una antiga ciutat d'Etrúria, a poca distància de la costa de la mar Tirrena, a la vora d'un riu anomenat Ceretanus Amnis, segons Plini el Vell, (avui Vaccina). Feia frontera amb Veïs (llatí Veii) per l'est i amb Tarquínia (Tarquinii) pel nord. Era a menys de 50 km de Roma. Avui és la vila de Cerveteri.

## Història
La ciutat, segons els autors antics, la van fundar els pelasgs que la van anomenar Agil·la, i amb aquest nom va ser coneguda pels grecs fins a un període tardà. Tant Estrabó com Dionís d'Halicarnàs diuen que aquests pelasgs venien de Tessàlia. Tots dos autors diuen també que quan els tirrens, que Estrabó anomena lidis, van conquerir la ciutat li van canviar el nom i li van posar Cere, paraula que segons la llegenda recollida per Estrabó, venia del grec Χαῖρε ('ser feliç'), amb la que els habitants van saludar als invasors. Els tirrens eren anomenats així pels grecs quan es referien als etruscs.
No se sap en quin moment els etruscs van conquerir la ciutat, però sembla que a la batalla d'Alàlia (circa 535 aC) encara era en mans dels pelasgs. Els autors romans no parlen de la història de la ciutat, encara que Virgili explica a l'Eneida que la ciutat d'Agilla era rica i poderosa, governada per un tirà cruel anomenat Mezenci, que dominava també els territoris i les ciutats veïnes. També en parla Titus Livi.
La primera notícia històrica, la dona Heròdot, que diu que la ciutat es va aliar amb els cartaginesos en una expedició contra els foceus que volien colonitzar Alàlia a Còrsega i d'això es desprèn que la ciutat, tot i no ser a la costa, dominava alguna zona de la costa. Els presoners que van fer en aquella expedició els van matar a tots. Des de llavors, diverses calamitats atribuïdes a càstigs divins van assolar la ciutat fins que es va consultar l'oracle de Delfos, que va demanar funerals d'honor per als presoners assassinats; així es va fer, i a més es van fer uns jocs i altres cerimònies en el seu honor.
Més tard, Dionís de Siracusa va atacar la ciutat, i va assolar les costes de la Toscana amb l'objectiu de liquidar la pirateria practicada per les ciutats tirrenes (etrusques), encara que, segons Estrabó, Cere no es va dedicar mai a la pirateria. Dionís va desembarcar a Pirgos, el port d'Agil·la, i va saquejar el temple de Lucina, on va fer un gran botí; també va saquejar els territoris de la rodalia.

### Relació amb els reis de Roma
Quan els gals van atacar Roma, els romans van enviar a Cere les seves pertinences més apreciades de caràcter religiós. Això suggereix unes relacions entre ambdues ciutats ja establertes d'abans. Però més tard els habitants de Cere van fer la guerra a Tarquini el Vell, que els va derrotar i va saquejar el seu territori. Mort ja Tarquini, la ciutat de Cere es va aliar a Veïs i a Tarquínia contra Servi Tul·li.
La ciutat va ser la primera que va acollir Tarquini el Superb quan va ser expulsat de Roma. Després, va ajudar Roma contra els gals i els romans els van rebre com a hostes públics (ut hospitium publice fieret). L'amistat va continuar fins a l'any 353 aC, quan altre cop es van aliar amb Tarquínia i es van enfrontar a Roma, però els romans els van vèncer fàcilment i van haver de signar una pau de cent anys, que es va acordar només pels passats serveis segon Titus Livi, o a canvi de la cessió de la meitat del seu territori, segons Dió Cassi. Sembla que va ser per aquesta època quan van rebre la ciutadania romana, però sense dret de sufragi i l'expressió "in tabulas Caeritum referre" es va convertir en una expressió proverbial per privar del dret de sufragi a un ciutadà romà. En tot cas, van ser els primers a rebre aquesta condició que els romans van acordar molt limitadament, i que sembla que es va considerar un honor quan altres vegades es va imposar a conseqüència d'una derrota.

### Durant la República Romana
No van obtenir la ciutadania completa i, més tard, es van convertir en una prefectura governada per un prefecte. Durant la Segona Guerra Púnica, va ser una de les ciutats etrusques que van proveir de subministraments a Escipió, i se suposa que en aquell temps encara era nominalment independent. Durant aquesta època les relacions entre Roma i les ciutats d'Etrúria es van reajustar i totes van passar a incorporar-se al territori romà.
Durant la resta de la República, la ciutat va entrar en decadència. En el temps d'Estrabó, era una vila insignificant, que només tenia vestigis d'una grandesa anterior, i que la veïna ciutat d'Aigües Ceretanes, on hi havia els banys, tenia més habitants que la ciutat antiga.

### Sota l'Imperi
Durant l'Imperi, es va recuperar lleugerament i va ser un municipi des del temps d'August fins al de Trajà. El seu terreny era fèrtil i donava molt bon vi que Marcial elogia. Va continuar existint i, al segle iv, era la seu d'un bisbat i va subsistir fins al segle xiii, quan la majoria de la població es va traslladar a un nou emplaçament que es va dir Cere i es va abandonar la vella ciutat, que va rebre el nom de Cere Vetus o Cervetri, que encara conserva. Prop d'ella, al turó anomenat Banditaccia, es veuen encara restes de la necròpolis i, a la ciutat mateixa, algunes restes de la muralla. A la necròpoli, s'han trobat algunes tombes importants, decorades amb pintures i molts objectes etruscs, grecs i romans. Algunes de les pintures semblen molt antigues, i Plini el Vell diu que les pintures de Cere eren anteriors a la fundació de Roma.

## Situació
El territori de la ciutat de Cere quan era independent s'estenia al sud fins al Tíber o prop d'aquest riu, i limitava amb els territoris de Veïs a l'est, i Tarquínia al nord. A l'oest, tenia la mar i a la costa era el seu port Pirgos. Probablement, Àlsium n'era una ciutat depenent. Artena estava propera al territori de Veïs, però sembla clar que pertanyia a Cere. Per la part de la costa, la creuava la Via Aurèlia, que segurament tenia una branca que es desviava fins a la ciutat. Una altra via portava de la ciutat a la Via Clòdia.